# وینینگ (آیووا)
وینینگ (به انگلیسی: Vining) شهری در ایالت آیووا کشور ایالات متحده آمریکا است که جمعیت آن در سرشماری سال ۲۰۱۰ میلادی، ۵۰ نفر بوده‌است.